# Cyperus grandifolius
Cyperus grandifolius är en halvgräsart som beskrevs av J.G.Anderson. Cyperus grandifolius ingår i släktet papyrusar, och familjen halvgräs.
Artens utbredningsområde är Galápagosöarna. Inga underarter finns listade i Catalogue of Life.